# Церква Божої Матері Неустанної Помочі (Дворіччя)
Церква Божої Матері Неустанної Помочі в Дворіччі — парафія і храм греко-католицької громади Микулинецького деканату Тернопільсько-Зборівської архієпархії Української греко-католицької церкви в селі Дворіччя Тернопільського району Тернопільської области.

## Історія церкви
Храм збудували у 1905 році, тоді ж було засновано парафію. Парафіяни села виступили як архітектори, жертводавці, а також автори іконостасу та розписів.
Парафія і храм належали до УГКЦ до 1946 року. У 1990 році парафія разом із храмом відновили свою діяльність у лоні УГКЦ.
У 1991—1992 роках громада села відреставрувала церкву. У 2005 році храм освятив єпископ Михаїл Сабрига.
Того ж, 2005 року, владика Михаїл Сабрига здійснив візитацію парафії.
При церкві діють братство Матері Божої Неустанної Помочі та Марійська дружина. На території парафії встановлені фігури та хрести парафіяльного значення.

## Парохи
- о. Михайло Світенький (до березня 1946),
- о. Михайло Кухарський (з 1990).